# ファイア・デパートメント
『ファイア・デパートメント』（FIRE DEPARTMENT）は、パリに本社を置くコンピュータゲーム開発・販売会社Monte Cristo（fr,en）によるWindowsパソコン用リアルタイムストラテジーゲーム、及びそれを第1作目とするシリーズ作品の総称である。日本語版発売元は第1作目がナツメ株式会社、第2作目以降は株式会社ズー（販売元はフロンティアグルーヴ株式会社）であり、取扱い会社変更に伴いシリーズ名を「ファイアーデパートメントシリーズ」または「ファイアーキャプテンシリーズ」と称されることもある。
ラインナップは以下の通り。（カッコ内は原題）
- ファイア・デパートメント（FIRE DEPARTMENT）
- ファイアーキャプテン 〜ファイアーデパートメント2〜（FIRE DEPARTMENT 2）
- ファイアーキャプテン2 〜緊急!!消防最前線24時〜（FIRE DEPARTMENT 3）

## シリーズ概要
消防隊を指揮して様々な火災を鎮火し、取り残された人々を救出するリアルタイムストラテジーゲーム（以下、RTS）で、2003年に第1作目が発表された。ちなみに、『エマージェンシー2』が警察・消防・救急を統括した組織を指揮して事件・事故・災害対応を行うのに対して、本シリーズではたとえ事件性のある火災においてもあくまで消防隊として消火・救助活動のみを行う点が異なる。なお、Monte Cristo社は『D-Day 〜ノルマンディー上陸作戦〜』『1944 〜バルジの戦い〜』『モスクワトゥーベルリン 〜ドイツ軍最後の戦い〜』といったミリタリー系RTSを手がけたことがあり、本シリーズも操作方法や画面構成はそれらミリタリー系RTSと共通する部分が多い。本シリーズはいずれも発売日から数年を経ており第1作目はナツメ株式会社による公式サイトも既に閉鎖され絶版と見られるが、第2作目以降は楽天市場やYahoo!ショッピング、セブンドリーム・ドットコムによるパッケージ版のインターネット通信販売のほか、2007年になってからも「ベストセレクション」と称する廉価版の発売やDMM.com及び楽天ダウンロードによるダウンロード販売が開始されるなど精力的に展開されている。
後述の通り、このゲームにおける火災は現実のそれ同様に火元によって性質が異なったり、重大な事故に繋がる発火・爆発現象をも再現しているのが特徴である。また、ステージ開始時点での出火地点や被災者の位置は固定だが、炎の動きが流動的なので遊ぶ度に展開が変化する点も特徴と言える。
シリーズ全作とも1人用プレイモードは1つ（第1作目は「プレイ」、第2作目以降は「キャンペーン」）で、いずれもシナリオをこなすと順番に次のシナリオを選択できるようになる。各シナリオを開始すると状況を説明する「ブリーフィング」がアニメーションを交えて解説され、プレイ画面へと移行する。この際、ディスク読み込み時の画面でもそのステージで発生し得る問題やステージの特徴などが解説される。シナリオはステージ制で、プレイヤーの消防隊が火災現場に到着したところから開始し、進行中もしばしば状況の変化がアニメーションにより演出され、克服すべき条件が追加されることも少なくない。ステージに出動する消防隊の編成をプレイヤーが選んだりはできず、『コマンドス』などの様に与えられた人員・装備のみで問題を解決する形式のRTSである。シナリオは各ステージ毎に定められた条件を満たすことにより終了し、終了までに要した時間・隊員や車両の損失・被災者数・火災の規模により最高5個のメダルで評価される。このメダルは設定した難易度により初級は銅メダル、中級は銀メダル、上級は金メダルが与えられる。なお、シリーズ各作品に名称や状況が似通ったシナリオ（森林火災や花火工場の火災、原子力発電所の火災など）が含まれるが、マップ構成が異なるため、性格は異なるものとなっている。
本シリーズ共通のユニークな特徴として、一部ユニットの外観を設定により変更できる点が挙げられる。第2作目まではアメリカ・フランス・イギリス・ドイツ、第3作目ではこれにウクライナが加わり、消防士の服装や、車両については色や模様ばかりでなく形状すらその国の消防隊をイメージしたものに変化する。但しそれぞれの性能が国によって異なることは無く、また外観が変化しないユニットもある。なお、特に設定をしない初期状態では、アメリカの外観が選択されている。

## 登場ユニット
第1作目と第2作目以降とで日本語訳された名称が異なる一部ユニットについて本項では「第1作目における名称／第2作目以降の名称」として記載する。また、解説においては便宜上、現行発売元による第2作目以降での日本語訳名称を用いる。加えて、消防士とスペシャリストを合わせプレイヤーが指揮する人物ユニットを本項では便宜上「消防隊員」と表記する。

### 消防官／消防士
消防士は、本シリーズ全てで中心的に活躍する基本ユニットである。彼らは携行しているホース（演出上、消防車両との間を結ぶ部分は省略される）によって消火を行い、昏倒した被災者を担いで搬送したり、混乱して動けない被災者を安心させ救急車などへ誘導する。必要であればはしご車のはしごを昇降し、ボタンやレバーなどを操作することもでき、また特有の動作として消防斧を用いて扉や窓などを破ることもできる。さらに、上述のとおりオプション設定した国籍により服装が変化する。

### スペシャリスト
以下はシナリオにより登場する特殊技能を持つユニットで、ほとんどが放水など消防士同様の能力を持つ一方で消防士の行う一部動作が行えないものも多い。
救急隊員／救急救命士
救急救命士は白い服装を着た隊員。昏倒した被災者や消防士を治療することができ、当該人物を自力移動できるようにする。回復した被災者は救急救命士の後に続いて移動する。また、同じコマンドによって他の消防隊員のライフバーを回復させることもできる。概ね消防士と同様の動作が行えるが、消防斧を持たないので扉などを破ることはできない。消防士と共に、登場機会の多いユニットである。
エンジンカッター工作員／救助機動隊員
茶色の服装に蛍光緑色のヘルメットを着けた隊員。携行している電動丸ノコを用いて、消防斧では破れない鉄扉や柵などを切断し、他の隊員の通路を確保する。但し、どこでも切断できるわけではなく、使用箇所は限られる。
工作要員／技術隊員
黒い服装に黄色いヘルメットを着けた隊員。現場において壊れている機械や車両を修理し、作動させることができる。
フックワイヤー工作員／機動偵察隊員
ヘルメットを含め赤い服装を着けた隊員。先端に鉤が着いたワイヤー器具を使い、高所へと移動できる。これにより例えば施設の外塀を乗り越えて内側から門を開け車両の通行を可能にしたり、はしご車が無い状況で建物の上層階へ進入して消火を行うことができる。
耐熱服着用隊員
全身をすっぽり覆う銀色の耐熱服を着た隊員。他の消防隊員より高温環境に長く耐えることができるので、例えば火勢の盛んな地点に突入して火元の燃焼源を断ったり、孤立した被災者を炎から守ることができる。但し、耐熱服は高温を無効化するのではなく熱の影響を遅らせる効果しか無いため、この隊員を選択した時に表示される温度計がいっぱいになると他の隊員と同様に耐熱服着用隊員自身のライフバーが減る。熱の影響は、炎から遠ざかることにより減少する。なお、装備が重いのではしごを昇れない、被災者を搬送できないなどの制約がある。
ポータブル放水砲
三脚式放水砲を携行する消防士。ポンプ車同様に強力な放水力を持つが、それに見合う量の水を携行できないので、適切な水源（第1作目）かポンプ車などの近く（第2作目以降）でしか放水できないが、火災に近接する建物などに向け幅広く噴射して「水の壁」を形成することにより、放射熱による延焼を防ぐことができる。装備が重いので救助活動ができない行動制限がある。オプション設定した国籍により服装が変化する。
化学機動隊員
全身を覆う黄色い防護服を着た隊員。第2作目以降登場する隊員で、化学物質の燃焼による有害な煙やガスの中でも活動することができる。また、そうしたガスなどを中和することもできる。装備が重いのではしごが昇れないなどの制限がある。
災害救助犬チーム
災害救助犬を連れた調教師。倒壊した瓦礫などに埋もれた被災者を発見する役割のユニット。消火や救助活動は行えない。第2作目「スタジアム」・第3作目「パリ」などに登場する。

### 車両
これら車両は全て、隊員を運転士として乗車させなくとも行動できる。第2作目以降は、隊員を最大4名乗車させて搬送できる。
救急車
被災者を収容し、消防隊員らのライフバーを回復させる車両。現実の救急車とは働きがやや異なり、収容人数に上限が無く、病院へ搬送するために現場を離脱することも無い、いわば移動式の救護施設的な役割を果たす。ちなみに昏倒も混乱もしていない被災者は、近くに救急車があれば自ら乗り込み収容される。
水槽付きポンプ車／ポンプ車
車体上面に放水用ポンプを搭載した消防車。水槽を内蔵しているので孤立状態でもある程度の放水を行えるが、それが尽きると大型水槽車や水源、消火栓（第2作目以降、マップ内に置かれる赤い標柱状のもの）による給水が必要となる。第2作目以降は、消防隊員の「予備品」に水を補給する役割もある。
消防水槽車／大型水槽車
大型水槽を持ち、多量の水を積載した車両。本シリーズでは第1作目と第2作目以降で以下の様に性格がやや異なる。第1作目では車体左右に表示される青い半円形内にポンプ車などを置くことにより給水を行い、消防隊員に「酸素」を補給する役目もあり、貯水量には限界が無い。これに対し第2作目以降では一定距離内にあれば離れていてもポンプ車などへの給水が可能だが貯水量には限界があるので消火栓や水源による補充が必要で、消防士に対する補給は行わない。ちなみに第2作目以降、本車から給水を行う際と消火栓などから取水する際には範囲内にあれば両者が緑色の破線で連結され、放水などによって実際に給水が行われている様子はそれが青く変わることで表現される。
山林火災車
オフロード車をベースにした消防車。第2作目以降、文字通り山林火災のシナリオなどで登場し、ポンプ車同様の役割を担うのに加え、道路以外をも走破して目標地点へ最短距離で向かうことができる。また、消防隊員の「予備品」に水を補給する役割もある。
空港用消防車
空港など面積が広くて遮蔽物が無い場所での火災を想定し独自設計された特殊消防車で、本シリーズでは8輪を持つ箱型の大型車両である。機能は通常の消防車と同じだが貯水量が多く、放水距離が長い上に装甲によりダメージを受けにくい。第3作目「AN-225「ムリヤ」のプレゼン」などに登場する。消防隊員の「予備品」に水を補給する役割もある。
化学車
ポンプ車とよく似た外観と役割を持つ車両だが、唯一の違いはクラスB火災に有効な消火泡を積載している点である。独立した消火能力を持ち、備蓄薬剤が尽きると泡原液搬送車や生化学セルによる補給が必要となる。また、第2作目以降は消防隊員の「予備品」に消火泡を補給する役割もある。
泡原液搬送車
第2作目以降に登場する車両で、化学車に対して消火泡を供給するタンクを備えている。即ち、大型水槽車と同じ役割を持つ車両である。本車も備蓄薬剤が尽きる場合があり、その際には消火栓と同じように設置された生化学セル（赤い箱状のもの）により補給が可能である。
救助用はしご車／はしご車
伸縮式のはしごを搭載した車両。建物高層階の窓などにはしごをかけ、消防隊員の突入路や被災者の避難経路を確保する。第2作目以降は消防隊員の「予備品」に水を補給する役割もあるが、この車自体には放水能力は無い。
放水用はしご車／高所放水車
先端に放水銃と籠の付いたはしごを持つ車両。建物の高層階や遠方の火災に対して放水を行うことができる。放水に際しては（他の自由な行動ができない）消防士が乗っているので、消防士などを乗せる必要は無い。ポンプ車同様にある程度の単独放水能力があり、大型水槽車などによる給水を受けることが可能である。第2作目以降は、消防隊員の「予備品」に水を補給する役割もある。
化学消防車MX
T-64戦車の車体に4輪と放水砲を付け、前部に楔形装甲板を装備した装甲消防車。ウクライナのチェルノブイリ原子力発電所事故で初めて使われたとされる。本シリーズでは第3作目の幾つかのステージに登場し、化学火災に対する消火剤散布や隊員の「予備品」に生化学消火剤を補給する。ブルドーザー同様に障害物を除去することもできる。
生化学対応特殊車両
第2作目「工業港」や第3作目「ウイルス研究所」などに化学機動隊員を乗せて登場する黄色い車両。消火用の装備は無く、隊員の搬送と隊員の「予備品」に生化学消火剤の補給する。
消火飛行機
火災現場に上空から飛来し、一定範囲に消火剤を散布して飛び去っていく航空機。山林火災などの一部シナリオに登場し、第1作目では専用アイコンが表示、第2作目以降は「応援部隊」として表示された際にのみ利用できる。この際、任意の地点を指定することができ、その周囲を含めて一気に鎮火させる強力な消火力を持つが、要請から飛来までに一定時間が必要で、再度利用可能になるまでにも時間がかかる。指定地点に必ずしも命中しなかったり、投下地点に隊員や被災者が居ると負傷させてしまう欠点がある。
消火ヘリコプター
消火飛行機同様に上空から消火剤を散布する役割を持つヘリコプターだが、消火用飛行機よりも命中精度が高く、再利用間隔が短い。消火力は消火用飛行機より弱いが、隊員などの近くに投下できる利点がある。第2作目「郊外」などに登場する。
救難ヘリコプター
被災者の救護を担当するユニットだが、救急車と異なり、プレイヤーが任意に操作することは出来ない。シナリオの演出によって登場し、着地すると、病院など固定型の救護施設同様に機能する。第1作目「銀行」「森林火災」、第2作目「スタジアム」などに登場する。
消防艇
第2作目の「工業港」シナリオやマルチプレイで登場する、消火能力を備えた小型艇。当然、活動域は水面に限られ岸周辺の火災にしか放水できないが、艇周辺の水を汲み上げて利用するので給水の心配が無く、ポンプ車などへの給水も可能である。
ブルドーザー
ブルドーザーは正確には消防隊の車両ではなく、現場に放置されているものを技術隊員が修理することによって使用する。第1作目「森林火災」・第2作目「自然保護」といった山林火災における倒木や崩落した瓦礫の除去などに使用される。

## 再現される火災

### 炎
このゲームにおける炎は、キャラクター同様に個別のユニットとして表現される。それぞれの炎は現在位置から移動することは無いが、時間の経過により隣接・近接位置に新たな炎を出現させる。それぞれの炎にカーソルを合わせると二重同心円が表示され、外側のオレンジ色の円は消防隊員らの「耐久力」バーを減少させる熱領域、内側の赤い円は「負傷」バーを減少させる高熱領域を示す。この同心円は、炎の勢いが強まるほど半径が大きくなる。消火剤を浴びると炎の上に赤い「抵抗力」バーが表示され、それが徐々に減少して尽きてしまうと炎は消滅（鎮火）する。このとき消火剤は必ずしも一つの炎にのみ影響するのではなく、小さな炎が対象の場合は周囲の炎も同時に影響を受ける（複数の抵抗力バーが一斉に表示される）場合がある。また、樹木など一過性の燃焼物を対象とする炎は、消火剤を浴びなくても時間経過と共に自然と火勢が衰え、消滅してしまうこともある。

### 火災の性質
本シリーズにおける火災は、現実同様に火元により以下のように性質が異なるため、プレイヤーの消防隊もそれぞれに応じた消火法や消火剤を使用する必要がある。ちなみに以下のクラスA～Cは日本における消火器の用途分類にも一致する。
クラスA火災
木、紙、繊維、樹脂などが燃える、古典的な火災。水による消火が最も効果的である。
クラスB火災
炭化水素や化学的物質など、液体やガスが燃える火災。本シリーズではクラスA火災よりもやや赤い炎で表現され、水ではあまり効果が望めない。燃料の供給を断ち、消火泡による消火が効果的である。
クラスC火災
電気設備による火災。本シリーズでは表面に稲妻の様なものが走る炎で表現され、消防士が水や消火泡を使うと感電してしまう。電気の供給源を断つか、粉末消火剤が最も効果的。但し、車両は感電しないので強引に放水して消火する方法もある。ちなみに、ゲームの演出上、地面や床が消火に際して濡れる表現は無いので、クラスC火災が消えた後、電気の供給源を断たずに周囲を通行しても感電することは無い。
クラスD火災
アルミニウムやマグネシウム、ナトリウムなどの可燃性金属が燃える火災。工業地などでごく稀に起きる火災で、非常に高温を発するため、水・泡いずれの消火剤も金属塵による爆発を引き起こす危険がある。本シリーズではごく一部のステージで見られ、青白い炎で表現される。この火災では、現場に備え付けの消火剤（対金属剤）が必要となる。

### 火災現象
放射熱
ここでの放射熱とは、火災の際、火元とは直接関係の無い建物が熱放射によって高温に達し、ある温度を越えると発火する現象を言う。本シリーズでは炎に直接触れていないが上述の熱領域の影響範囲にある建物や車両などが、突然それ自体の「熱領域」を持ち始め、やがて炎を生じさせる。これを防ぐには炎が生じる前の熱領域を発見して放水するか、炎の影響を受けそうな建物や車両に前もって放水を行えば良い。
爆発
例えば車両や燃料缶などに引火すると、爆発の危険が生じる。本シリーズにおいても、ある種の物体は炎に近接するとやがて上方に黄色いインジケータが表示され、それが尽きると同時に四散して周囲の人物（消防隊員や被災者）を負傷させ、周囲に炎を発生させる。これを防ぐには黄色いインジケータが表示されている物体周囲の炎を鎮火する必要がある。
腐食性のある蒸気
ある種の燃料が燃焼すると、とても腐食性の強いガスが発生する。これらのガスは火災に対抗する装備を整えた消防士の装備すら腐食させ、危機に陥れる。本シリーズでは緑がかった炎で表現され、近づいた隊員のライフバーが大きく減少する。これに対しては化学機動隊員によって燃焼源を中和させるか、炎を化学消防車MXや生化学対応特殊車両が搭載する生化学消火剤で消火しなければならない。
有害な煙霧
化学物質が燃焼することによって発生する有害なガスで、現場の消防隊や被災者ばかりでなく、深刻な環境汚染の原因となる。本シリーズでは青みがかった炎で表現され、シナリオ終了条件を示す部分に表示されるインジケータによって環境汚染が進む様子が示される。汚染の進行を止めるには、炎を化学消防車MXや生化学対応特殊車両が搭載する生化学消火剤で消火する必要がある。
バックドラフト
バックドラフトとは、密閉空間で勢いの衰えていた火災が、扉の開放などで急激に流れ込む酸素により爆発を起こす現象である。本シリーズでは床との隙間から煙が立ち昇る扉を消防隊員に開けさせると爆発によって隊員を昏倒させてしまう。これを防ぐには、扉を開けずに消防士の「破る」コマンドによって扉を少しずつ破壊することにより、緩やかな再着火を促すことができる。
フラッシュオーバー
フラッシュオーバーとは、密閉空間において加熱により可燃性ガスが蓄積し、それが臨界値を越えると突然大規模に発火する現象である。本シリーズにおいては炎が無いにもかかわらず白い煙が充満する部屋をそのまま放置しておくことにより大規模に発火する。これを防ぐには、該当する部屋の窓ガラスなどを消防士の「破る」コマンドによって開放し、ガスを排出させれば良い。
ボイルオーバー
ボイルオーバーとは、主に石油化学工場などの火災において炭化水素のタンクに水が混入、比重の違いから沈殿した水が周囲の火災により熱せられ気化することで爆発を起こす現象である。本シリーズでは第2作目以降の特定ステージで再現される。これを防ぐには、適切な消火泡を搭載・携行する車両や消防士に消火させると良い。
建造物の倒壊
火災は建物の構造物を脆くし、時には建築物そのものの倒壊を招く。本シリーズでも一部シナリオにおいて、シナリオ終了条件を表示する位置に建築構造物の劣化を示すインジケータが表示され、それが尽きる前に提示された条件を満たさねばならない場合がある。

## 『ファイア・デパートメント』

### 概要
架空の消防署「615分署」（ろくいちごぶんしょ）が直面する様々に困難な火災に対処する内容。
後のシリーズには無い特徴として、隊員に固有の名称（ウォーカーなど）が付けられている。但し、同一の部隊や個人による活躍を描くわけではなく、あるシナリオで消防士に付けられていた名前が別のシナリオではスペシャリストの名前になっていることがある。また、オプションの国籍設定による外観変更において、車両は個別に国籍を設定できる。さらに、シリーズ中、唯一、文章ばかりか音声も日本語化されている。

### シナリオ
1. 消防署‐消防署内の施設を用いて消火や救助訓練を行うシナリオ。即ち、この作品の練習シナリオである。
2. 放火‐保険金目的で爆発物により放火された工場が舞台。マップ内に残る爆発物の発見・回収と電気火災などが主題。
3. 金庫室‐テロを装った銀行強盗の攻撃により出火した銀行が舞台。大型の高層建築における火災が主題。
4. 大豪邸‐トップスターの別荘が舞台。広大な敷地における被災者の探索と、複数の自動車の救出が主題。
5. 国際問題‐パーティ中に謎の爆発により出火したキルギス大使館が舞台。要人多数の救出と、国宝級美術品の回収が主題。
6. 300万ドル‐300万ドルを強奪、逃走中の指名手配犯による衝突事故で炎上したガソリンスタンドが舞台。爆発性の高いクラスB火災が主題。
7. 毒性の貨物‐危険物を積載した列車が衝突事故を起こしたトンネル付近が舞台。蔓延する有害ガスの除去と、トンネル内に孤立した被災者の救助が主題。
8. 嵐‐台風により倒壊した高圧送電鉄塔の下敷きにされた家屋が舞台。大規模なクラスC火災と、瓦礫に埋もれた被災者の救助が主題。
9. 森林火災‐森に囲まれたリゾート地が舞台。急速な延焼による大規模火災の鎮火と、取り残された被災者の救出が主題。
10. 原子力発電所‐二次冷却水ポンプの故障による異常加熱で出火した原子力発電所が舞台。セキュリティを施された施設における有害物質の発生を伴う火災と、原子炉を死守することが主題。

## 『ファイアーキャプテン 〜ファイアーデパートメント2〜』
『ファイアーキャプテン 〜ファイアーデパートメント2〜』は、本シリーズの第2作目。

### 概要
操作方法などは前作を踏襲しつつ、システム面で大幅な改良を図った作品である。炎や煙の動きをリアルに表現する「ダイレクトファイアー」「ダイレクトスモーク」と呼ばれるエンジンを搭載、火災における延焼の進行具合などの再現性が格段に向上した。また、以下のようにゲームプレイに関して大幅な改良が見られる一方、前作に見られた各人物ユニット固有の名前などは廃され、キャラクター性は薄れた感がある。なお、日本語化においてはこの作品以降、文章のみが日本語化され、音声は英語である。

### ゲームプレイ上の変更点
チュートリアル
前作では他の一般的なシナリオと混在していた練習用シナリオが、この作品から独立した「チュートリアル」となっている。
キャンペーンシナリオ
前作のシナリオは連続性の無い単体シナリオのみだったが、この作品では以下の節で示すように連続性のある3つのシナリオで1つのキャンペーンを構成する形となり、より物語性が増している。但し、同じ消防隊が車両や人員の損失などの状態を維持したまま連続する火災に対処するといった演出は無い。
車両の移動
第1作目でのユニットの移動方法は、人物こそミリタリー系RTSの様に当該ユニットを選択後、任意の地点を右クリックするという簡便なものだったが、車両についてはマウスをドラッグすることによりあたかも牽引しているかのように操作する必要があったが、この作品以降、車両も人物同様の移動方法に改められた。結果として車両はいつでも等速度で移動する（前作では、牽引するマウスカーソルが車両本体から遠くにあるほど加速した）形となったが、他のユニット操作を妨げず、複数の車両と人員をまとめて選択し移動させることも可能となっている。
応援部隊
この作品以降、ゲーム進行中にマップ外の近隣消防署に「応援部隊」を要請できるようになった。応援を派遣できる消防署はその編成内容と到着までにかかる時間が予め表示されており、ゲーム進行に伴って要請が可能になる。複数の部隊を要請できるシナリオもあり、その場合は一度に任意の部隊1つを要請できる。応援要請を受けた消防署名部分には到着までの時間を示すインジケータが表示され、それが満たされると同時にマップのいずれかの端（道路上が多い）に応援部隊が出現する。なお、応援部隊は最大5消防署それぞれに最大10ユニットが登場する。
マルチプレイ
この作品以降、LANやインターネットを介して最大4名で遊べる「マルチプレイ」モードが追加された。マルチプレイは、シナリオに配置された消防ユニットを各プレイヤーが協同で使う「共用ユニット」モードと、各プレイヤーが編成の異なる消防隊を担当する「協同」モードとに分かれる。「共用ユニット」モードは複数プレイヤーにより全てのキャンペーンシナリオを楽しむことができ、一方「協同」モードでは各自が好きな編成の消防署を選んで担当して専用のシナリオを遊ぶことができる。「協同」モードでは必ず4つの消防隊が登場し、他プレイヤーのユニットは灰色で表示される。

### キャンペーンシナリオ
キャンペーン1「都会の恐怖」
1. 集合住宅‐住宅密集地に警察が匿っていた証人をマフィアが襲撃、その際、爆破されたパトカーによる炎が付近の住宅に燃え拡がった。
2. 大学‐高速道路上におけるマフィアと警察の追跡劇が招いた混乱に巻き込まれた一台の車が高架下の大学図書館に突入し火災を引き起こした。
3. ショッピングセンター‐繁華街にまで及んだ高速度のカーチェイスにより交差点で多重衝突事故が発生、間も無くマフィアの車がショッピングセンターに突入し、爆発炎上した。

キャンペーン2「工業地帯のパニック」
1. 花火工場‐花火工場に忍び込んだ少年たちの悪戯によって発生した火災が花火や火薬に引火、瞬く間に大規模火災へと拡大した。
2. 製造プラント‐花火工場の爆発で飛び散った火の玉が付近の製造プラントを直撃、衝撃で近くのタンクから漏れ出した燃料に引火した。
3. 石油化学プラント‐爆発の影響で脆くなった石油化学プラントのタンクから炭化水素が流出、気づかずにトラックを始動させたために爆発炎上した。

キャンペーン3「地獄の一日」
1. ワイン醸造園‐ワイン醸造園でタバコの火の不始末から火災が発生、バックドラフトを招いて大火災へと発展した。
2. 自然保護‐ワイン醸造園の火災は付近の森林地帯へと燃え拡がり、大規模な自然破壊と大勢のハイカーを巻き込む災害に繋がる恐れが生じた。
3. 郊外‐森林地帯の火災は、遂に郊外の町にまで達してしまった。

キャンペーン4「火災の増幅」
1. 工業港‐工業港で漏電事故により火災が発生、同時にクレーンの誤作動により有害物質を積んだコンテナが落下し汚染が始まってしまう。
2. 列車の脱線‐港を脱出した列車が、一旦は救出された運転士が発作を起こしたことによりコントロールを失い脱線、付近の町に火災を引き起こしてしまう。加えて、積荷の炭化水素が町の下水道へと流れ込んだ。
3. スタジアム‐水処理プラントの爆発で吹き飛んだタンクの一つが付近の車を直撃、折しもスターによるコンサートが近くのスタジアムで開催されようとしている。

キャンペーン5「地震」
1. 地下鉄の駅‐大規模な地震が起こり、ある地下鉄駅で火災が発生した。同時に、付近の路上では同時多発的な衝突事故が起きた。

## 『ファイアーキャプテン2 〜緊急!!消防最前線24時〜』
『ファイアーキャプテン2 〜緊急!!消防最前線24時〜』（‐〜きんきゅう!!しょうぼうさいぜんせんにじゅうよじ〜）は、本シリーズの第3作目。商品説明やパッケージロゴに「ファイアーデパートメント」の表記は無いが、ゲームを起動させるとメインメニュー画面に「FIRE DEPARTMENT 3」と表記される。

### 概要
海外へ派遣されたフランスの架空の消防隊が様々な火災に対処しつつ、謎に挑む内容。
概ね前作から目立つ変更点は無く、主にシナリオ面での変更やユニットが追加された作品である。シリーズにおいて初めて具体的な背景ストーリーを持ち、実在の地名や建築・建造物が登場する。また、初めて主人公ユニットが設定された。ちなみに最終シナリオの時点で「マイケルの日記」には「1998年5月8日」の日付が見られる。

### 登場人物
フランク
この作品の主人公で、フランスの消防隊長。マイケルの日記によると勇敢で職務に忠実な消防士で、外向的かつ開放的性格。フランス最大の防火機器メーカーが契約を結んだ国々の消防機関に研修を行うために派遣されるが、行く先々で大規模火災に見舞われる。実際のゲームにおいても黄色い防火服を着た「フランク（消防隊長）」（一般消防士と同じ機能を持つユニット）として全シナリオに登場する。
レイ
この作品のキーパーソン。かつてフランクらと同僚で彼とは親友でもあるベテラン消防士だったが、何らかの理由によりフランクといがみ合い始め、その頃起きた火災の最中に失策を犯してバックドラフトを招き、自ら負傷したばかりか被災者を死亡させてしまった。回復後、裁判で有罪となり消防活動に携わることを禁じられ、物語の5年前に失踪している。
マイケル
フランクと行動を共にしている消防士。かつてレイとも同僚だった。キャンペーンシナリオの各ステージ開始前に、彼の日記により物語が進行される。即ちこのゲームにおける語り部的存在である。

### キャンペーンシナリオ
ウクライナ
1. AN-225「ムリヤ」のプレゼン‐世界最大の輸送航空機AN-225のプレゼンテーションを行っていた格納庫の地下で爆発が起こり、送電が停止したために機体と人々が格納庫に閉じ込められてしまった。
2. 広場火災‐キエフ市中央のネザレツノスティ広場の地下に展示されていた車両が爆発、充満した煙により大勢が取り残されてしまった。
3. 原子力エネルギー施設‐原子力施設内の研究施設でガス爆発が発生、入り口が破壊され多数の人々が閉じ込められた上に、炎が原子炉に迫っている。

フランス
1. パリ‐フランク達が帰国して間も無く、パリの住宅街でガス爆発が発生、衝撃で付近の建物が崩壊してしまう。
2. ウイルス研究所‐抗生物質の研究所で発電機が爆発、未知のウイルスが置かれた施設へと炎が向かっている。
3. ユーロトンネル‐フランク達を乗せユーロトンネルをイギリスへと向かう列車が事故を起こした。フランク達は緊急用装備室から装備を取り出し消火に向かう。

イギリス
1. 花火工場‐ロンドンの花火工場で爆発が起こり、花火の材料となる火薬を満載した列車が炎の中で立ち往生してしまう。
2. 化学プラント‐花火工場の火災が近くの化学精製プラントを直撃、有害なガスが発生して深刻な環境汚染の危険が高まる。
3. 銀行‐古い銀行内の数箇所で突然爆発が起き、パニックで近隣道路では衝突事故が発生してしまう。

ドイツ
1. デュッセルドルフ空港‐フランク達がドイツのデュッセルドルフ空港に降りた直後、空港内で爆発が起き、急速に炎が拡がり始めた。
2. 監獄の炎‐デュッセルドルフの刑務所で火災が発生、折しもそこにはある誤解からフランクが一時収容されていた。
3. 森林火災‐フッセン郊外の森林で火災が発生、炎が近くの製材所に及ぶ。森林付近に配置された送油菅にも引火の危機が迫っている。

アメリカ
1. スリーマイル島‐警備の手薄だったスリーマイル島の門を何者かがトラックで突破、所内の施設に激突して爆発を起こした。火災は原子炉を脅かし、有害なガスを発生させている。